# Mon Ikeun
Mon Ikeun is een bestuurslaag in het regentschap Aceh Besar van de provincie Atjeh, Indonesië. Mon Ikeun telt 1345 inwoners (volkstelling 2010).